# 二氟乙炔
二氟乙炔（英語：或）是碳和氟的化合物，分子式为C2F2。二氟乙炔是线性分子，其两个碳通过三键连接并在各末端具有氟：F-C≡C-F。该分子是乙炔（C2H2）的全氟化碳类似物。二氟乙炔制备困难，有爆炸的危险且产量低。尽管如此，该化合物已通过核磁共振和红外线光谱法制备、分离和表征。该化合物作为含有双键的含氟聚合物的前体，类似于聚乙炔。
它可由4,5,6-三氟-1,2,3-三嗪在700°C下真空热分解而成。